# Plenodomus destruens
Plenodomus destruens är en svampart som beskrevs av Harter 1913. Plenodomus destruens ingår i släktet Plenodomus och familjen Leptosphaeriaceae.   Inga underarter finns listade i Catalogue of Life.